# Corsia ornata
Corsia ornata är en enhjärtbladig växtart som beskrevs av Odoardo Beccari. Corsia ornata ingår i släktet Corsia och familjen Corsiaceae. Inga underarter finns listade.

## Bildgalleri

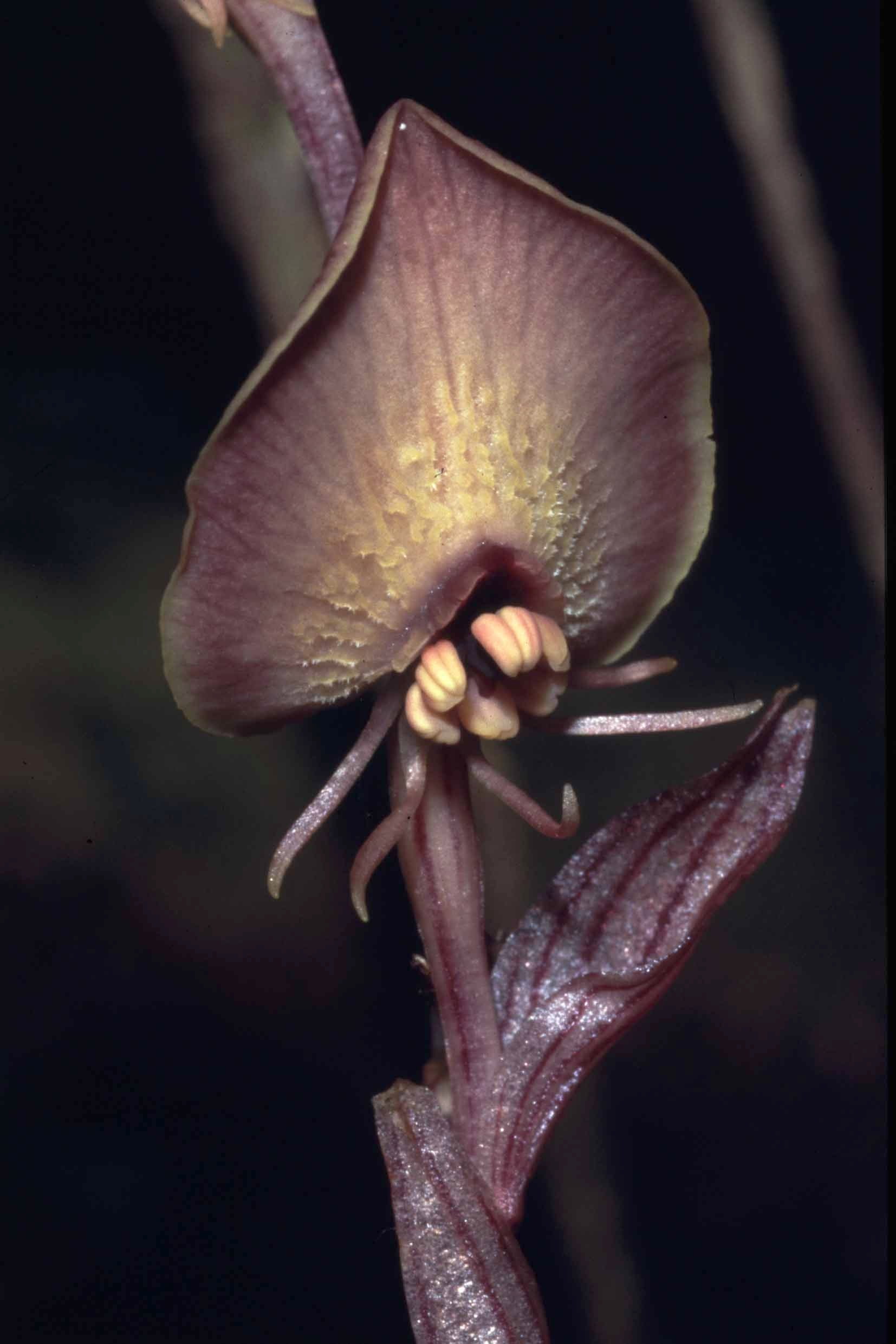
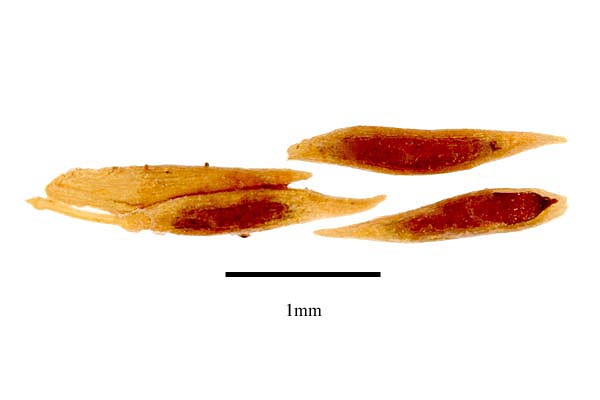
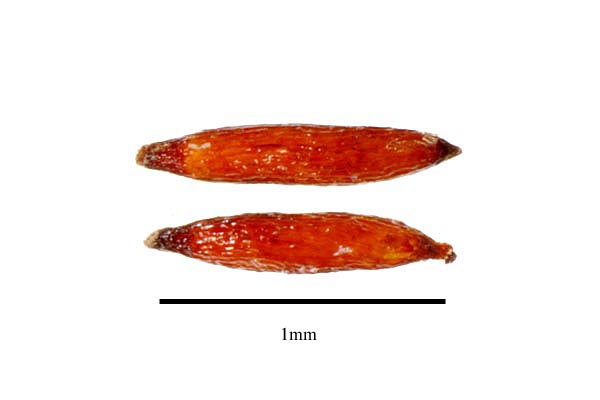